# Enver Marić
Enver Marić (Mostar, 16 aprile 1948) è un ex calciatore jugoslavo, di ruolo portiere.

## Palmarès

### Giocatore

#### Club

##### Competizioni nazionali
- Coppa di Jugoslavia: 2

Velež Mostar: 1981

##### Competizioni internazionali
- Coppa dei Balcani per club: 1

Velež Mostar: 1980

#### Individuale
- Calciatore jugoslavo dell'anno: 1

1973